# Verplicht vakbondslidmaatschap
Het verplicht vakbondslidmaatschap is de verplichting voor alle werknemers in een bepaalde bedrijfstak of bij een bepaalde werkgever om lid te zijn van een vakbond, waarbij die verplichting wordt gehandhaafd door middel van afspraken tussen werkgevers en werknemersorganisaties.
Als in een bedrijf of bedrijfstak een verplicht vakbondslidmaatschap geldt, zijn de werknemers verplicht lid van een vakbond te zijn en te blijven, op straffe van ontslag. Bovendien is het vakbondsleden verboden om in dienst te treden van bedrijven die deze afspraak schenden, op straffe van ontzegging (royement) van het vakbondslidmaatschap. Als een vakbondslid uit de vakbond wordt gezet, heeft hij dus ook nauwelijks mogelijkheden om in die bedrijfstak werkzaam te blijven.
Een andere vorm van verplicht vakbondslidmaatschap stelt het lidmaatschap van één bepaalde vakbond verplicht. Die vakbond eist van de werkgever om geen mensen in dienst te nemen of te houden die bij een concurrerende vakbond zijn aangesloten.

## Achtergrond van het verplicht vakbondslidmaatschap
De vakbonden streven door middel van onderhandelingen en acties naar betere arbeidsvoorwaarden voor de arbeiders. Als deze betere arbeidsvoorwaarden alleen voor de vakbondsleden gelden, kunnen de werkgevers ertoe overgaan om vooral ongeorganiseerde arbeiders in dienst te nemen, waardoor het door de vakbond bereikte resultaat wordt ondermijnd. Om een betere machtspositie op te bouwen, kunnen de vakbonden proberen het vakbondslidmaatschap verplicht te maken.
Een argument ter rechtvaardiging van het verplicht vakbondslidmaatschap is het feit dat alle arbeiders meeprofiteren van de inspanningen van de vakbond, en dat het daarom redelijk is als ook alle arbeiders contributie betalen.

## Kritiek
Tegen het verplichte vakbondslidmaatschap wordt ingebracht dat het in zekere zin in strijd is met de vrijheid van vereniging als mensen gedwongen worden van bepaalde verenigingen lid te worden. Een ander bezwaar kan zijn dat de vakbeweging zwakker is omdat sommige leden uitsluitend lid zijn uit verplichting en niet uit overtuiging.

## Verplicht vakbondslidmaatschap wereldwijd

### Angelsaksische landen
Het verplicht vakbondslidmaatschap is het meest bekend in het Verenigd Koninkrijk, waar het vanouds veel wordt toegepast. Daarnaast kwam en komt het voor in bepaalde sectoren in de Verenigde Staten. Het is in deze landen bekend onder de term closed shop, al bestaan er ook andere regelingen met verplicht vakbondslidmaatschap, zoals union shop en agency shop. In Amerikaanse staten met right to work-wetgeving is verplicht vakbondslidmaatschap in al z'n vormen verboden.
In Canada bestaat de zogenaamde Rand Formula (genoemd naar de arbitrator die het in 1946 invoerde na een langdurige staking bij een autofabriek) die de vakbonden inkomsten garandeert door van iedere medewerker in het bedrijf een bijdrage van het loon af te trekken. Het maakt niet uit of de medewerker lid is van de vakbond of niet. Dit stoelt op het principe van het voordeel hebben van de werkzaamheden van de vakbond in het bedrijf. Door de medewerkers wordt dit echter opgevat als een verplicht lidmaatschap/ondersteuning van de vakbond. Als er door meer dan de helft van de medewerkers wordt gekozen voor een vakbond, dan wordt de vakbond actief in het bedrijf en moet er een CAO afgesloten worden. (Een ondernemingsraad bestaat niet in Canada.)

### Nederland
Enkele arresten van de Hoge Raad hebben de geldigheid van afspraken over een verplicht vakbondslidmaatschap bevestigd. Het werd echter niet toelaatbaar geacht om werknemers te verplichten lid te worden van bepaalde met name genoemde vakbonden.

### België
In België verbiedt de Wet van 24 mei 1921 tot waarborging der vrijheid van vereniging mensen te dwingen wel of juist geen lid van een vereniging te worden. In 2004 is een wetsvoorstel ingediend met de bedoeling om deze wet verder aan te scherpen. Daarmee zou tegengegaan moeten worden dat een werkgever bij een inkrimping van het personeelsbestand onder druk van een vakbond uitsluitend de niet-georganiseerde werknemers ontslaat.